# Природно-заповідний фонд Збаразького району
Станом на 1 січня 2017 року на території Збаразького району є 35 територій та об'єктів природно-заповідного фонду загальною площею 4519,5650 га:
- 1 парк-пам'ятка садово-паркового мистецтва загальнодержавного значення площею 8,0 га,
- 11 заказників місцевого значення загальною площею 4426,0 га:
  - 2 ландшафтні заказники загальною площею 58,0 га,
  - 5 ботанічних заказників загальною площею 170,5 га,
  - 1 гідрологічний заказник загальною площею 30,0 га,
  - 2 загальнозоологічні заказники загальною площею 4156,0 га,
- 23 пам'ятки природи місцевого значення загальною площею 85,57 га:
  - 7 геологічних пам'яток природи загальною площею 42,1 га,
  - 1 гідрологічна пам'ятка природи загальною площею 4,70 га,
  - 12 ботанічних пам'яток природи загальною площею 32,07 га.

Входить до складу територій ПЗФ інших категорій 2 об'єкти площею 0,08 га.
Фактично у Збаразькому районі 34 території та об'єкти природно-заповідного фонду загальною площею 4519,485 га, що становить 5,18 % території району.

## Заказники
| №                                               | Назва території або об'єкта | Площа, га | Рішення про створення (зміну) | Розташування | Керуюча організація | Світлина, альбом |
| ----------------------------------------------- | --------------------------- | --------- | ----------------------------- | ------------ | ------------------- | ---------------- |
| Ботанічні заказники загальнодержавного значення |                             |           |                               |              |                     |                  |
| 1.                                              |                             |           |                               |              |                     |                  |
| Ботанічні заказники місцевого значення          |                             |           |                               |              |                     |                  |
| 1.                                              |                             |           |                               |              |                     |                  |

## Пам'ятки природи
| №                                                | Назва території або об'єкта | Площа, га | Рішення про створення (зміну) | Розташування | Керуюча організація | Світлина, альбом |
| ------------------------------------------------ | --------------------------- | --------- | ----------------------------- | ------------ | ------------------- | ---------------- |
| Геологічні пам'ятки природи місцевого значення   |                             |           |                               |              |                     |                  |
| 1.                                               |                             |           |                               |              |                     |                  |
| Гідрологічні пам'ятки природи місцевого значення |                             |           |                               |              |                     |                  |
| 1.                                               |                             |           |                               |              |                     |                  |
| Ботанічні пам'ятки природи місцевого значення    |                             |           |                               |              |                     |                  |
| 1.                                               |                             |           |                               |              |                     |                  |

## Парки-пам'ятки садово-паркового мистецтва
| №  | Назва території або об'єкта | Площа, га | Рішення про створення (зміну) | Розташування | Керуюча організація | Світлина, альбом |
| -- | --------------------------- | --------- | ----------------------------- | ------------ | ------------------- | ---------------- |
| 1. |                             |           |                               |              |                     |                  |

| №   | Назва території або об'єкта            | Площа, га | Рішення про створення (зміну) | Розташування | Керуюча організація | Світлина, альбом |
| --- | -------------------------------------- | --------- | --- | --- | --- | ---------------- |
| 4   | Вишнівецький парк                      | 8.0       | Збаразький район, смт Вишнівець | Збаразький державний історико-архітектурний заповідник «Замки Тернопілля»                                               | Постанова Ради Міністрів УРСР від 29.01.1960 р. № 105                                                                          |                  |
| 2   | Киданецькі скелі                       | 9.6       | Збаразький район, у 2-х км на захід від села Киданці, в межах Товтрової гряди | Киданецька сільська рада                                                                                                | Рішення ТОР від 08.09.2006 р. № 44                                                                                             |                  |
| 5   | Урочище «Пожарниця»                    | 64.0      | Збаразький район, с. Чумалі, Збаразьке лісництво, кв. 13 вид. 5-25, лісове урочище «Пожарниця»                                                                                    | ДП «Тернопільське лісове господарство»                                                                                  | Рішення ВК ТОР від 30.08.1990 р. № 189                                                                                         |                  |
| 15  | Урочище «Колодно № 1»                  | 18.4      | Збаразький район, с. Чорний ліс, Вишнівецьке лісництво, кв. 52 вид. 8, 6, кв. 55 вид. 2, 3, 4, лісове урочище «Чорний ліс»                                                        | ДП «Кременецьке лісове господарство»                                                                                    | Рішення ТОР від 18.03.1994 р., із змінами затвердженими рішенням ТОР від 27.04.2001 р. № 238                                   |                  |
| 16  | Урочище «Колодно № 2»                  | 27.9      | Збаразький район, с. Чорний ліс, Вишнівецьке лісництво, кв. 54 вид. 1-6, лісове урочище «Чорний ліс»                                                                              | ДП «Кременецьке лісове господарство»                                                                                    | Рішення ТОР від 18.03.1994 р.                                                                                                  |                  |
| 29  | Колодненський                          | 41.7      | Збаразький район, с. Колодно, водно-болотний масив між селами Колодно і Болязуби, у межах ширкої заболоченої балки, що відкривається з правого боку до р. Гнізна.                 | Колодненська сільська рада                                                                                              | Рішення ВК ТОР від 30.08.1990 р. № 189, зі змінами, затвердженими рішенням ТОР від 27.04.2001 р. № 238                         |                  |
| 30  | Доброводський                          | 18.5      | Збаразький район, с. Добриводи, водно-болотний масив вище ставу | Доброводівська сільська рада                                                                                            | Рішення ВК ТОР від 26.12.1983 р. № 496, зі змінами, затвердженими рішенням ТОР від 27.04.2001 р. № 238                         |                  |
| 47  | Залужанський                           | 11.5      | Збаразький район, с. Залужжя, Збаразьке лісництво, кв. 31 вид. 4.1, 6, 7, лісове урочище «Залужжя»                                                                                | ДП «Тернопільське лісове господарство»                                                                                  | Рішення ТОР від 09.12.2010 № 1097                                                                                              |                  |
| 9   | Велике болото                          | 44.2      | Збаразький район с. Охримівці, Тернопільський район с. Жовтневе водно-болотний масив між с. Жовтневе та с. Охримівці, заплава р. Гнізна                                           | Чернелево-Руська сільська рада Тернопільського району — 14,2 га, Охримівська сільська рада Збаразького району — 30,0 га | Рішення ТОР від 20.08.2010 № 1043                                                                                              |                  |
| 10  | Малоберезовицько-Іванчанський          | 2553.0    | Збаразький район, села Мала Березовиця та Іванчани, Збаразьке лісництво, кв. 4, 6-9, 20, лісові урочища "Мала Березовиця, «Іванчани», «Скалка», прилеглі до лісових урочищ угіддя | Збаразька районна організація УТМР                                                                                      | Рішення ВК ТОР від 30.08.1990 р. № 189                                                                                         |                  |
| 11  | Кобилівський                           | 1603.0    | Збаразький район, с. Кобилля, Збаразьке лісництво, кв. 1-3, 5, лісові урочища «Кобилля», «Лосятин», «Козаччина», прилеглі до лісових урочищ угіддя                                | Збаразька районна організація УТМР                                                                                      | Рішення ВК ТОР від 30.08.1990 р. № 189                                                                                         |                  |
| 14  | Гора Бабина                            | 7.4       | Збаразький район, с. Залужжя, правий схил долини р. Гнізна, відрога Товтрової гряди                                                                                               | Залужжанська сільська рада                                                                                              | Рішення ВК від 14.03.1977 р . № 131, зі змінами, затвердженими рішенням ТОР від 27.04.2001 р. № 238                            |                  |
| 15  | Гора «Довбуша»                         | 19.2      | Збаразький район, околиця с. Залужжя, правий схил долини р. Гнізна, відрога Товтрової гряди, Збаразьке лісництво кв. 35 вид. 4, 5, 7, 8, лісове урочище «Залужжя»                 | Залужжанська сільська рада — 3,9 га; ДП «Тернопільське лісове господарство» — 15,3 га.                                  | Рішення ВК ТОР від14.03.1977 р. № 131, зі змінами, затвердженими рішенням ТОР від 27.04.2001 р. № 238                          |                  |
| 38  | Плейстоценові відклади ґрунтів         | 0.1       | Збаразький район, м. Збараж, вул. Грушевського, північна околиця, глиняний кар'єр                                                                                                 | Завод «Метеор» | Рішення ВК ТОР від 26.12.1983 р. № 496                                                                                         |                  |
| 46  | Яр «Жаб'як»                            | 10.5      | Збаразький район, с. Дзвиняча, старий яр | Залісецька сільська рада                                                                                                | Рішення ВК ТОР від 17.11.1969 р. № 747, зі змінами, затвердженими рішенням ТОР від 27.04.2001 р. № 238                         |                  |
| 47  | Залісецький яр                         | 4.3       | Збаразький район, с. Залісці, яр біля дороги до с. Великий Кунинць | Залісецька сільська рада                                                                                                | Рішення ВК ТОР від 14.03.1977 р. № 131, зі змінами, затвердженими рішенням ТОР від 27.04.2001 р. № 238                         |                  |
| 49  | Міоценові відклади в Добриводах        | 0.5       | Збаразький район, с. Добриводи, стінка протяжністю близько 2-х км у старому кар'єрі                                                                                               | Доброводська сільська рада                                                                                              | Рішення ВК ТОР від 14.03.1977 р. № 131                                                                                         |                  |
| 51  | Місце знахідок решток мамонта          | 0.1       | Збаразький район, с. Старий Вишнівець, яр біля автошляху Тернопіль -Кременець, перед селом                                                                                        | Служба автомобільних доріг у Тернопільській області                                                                     | Рішення ВК ТОР від 14.03.1977 р. № 131                                                                                         |                  |
| 44  | Урочище «Провалля»                     | 4.7       | Збаразький район, с. Новики, східна околиця | Новиківська сільська рада                                                                                               | Рішення ТОР від 26.02.1999 р. № 50                                                                                             |                  |
| 10  | Луб'янківська дубина                   | 2.0       | Збаразький район, х. Коршемки, Збаразьке лісництво, кв. 80 вид. 6, лісове урочище «Луб'янки»                                                                                      | ДП «Тернопільське лісове господарство»                                                                                  | Рішення ТОР від 18.03.1994 р.                                                                                                  |                  |
| 33  | Чайчинецька бучина                     | 1.9       | Збаразький район, с. Чайчинці, Вишнівецьке лісництво, кв. 22 вид. 13, лісове урочище «Чайчинці»                                                                                   | ДП «Кременецьке лісове господарство»                                                                                    | Рішення ВК ТОР від14.03.1977 р. № 131                                                                                          |                  |
| 47  | Луб'янківський модринник               | 0.8       | Збаразький район, с. Луб'янки, Збаразьке лісництво, кв. 80 вид. 16, лісове урочище «Луб'янки»                                                                                     | ДП «Тернопільське лісове господарство»                                                                                  | Рішення ВК ТОР від 14.03.1977 р. № 131                                                                                         |                  |
| 94  | Модрина японська (4 дерева)            | 0.04      | Збаразький район, х. Коршемки, Збаразьке лісництво, кв. 80 вид. 16, лісове урочище «Луб'янки»                                                                                     | ДП «Тернопільське лісове господарство»                                                                                  | Рішення ТОР від 18.03.1994 р.                                                                                                  |                  |
| 142 | Біогрупа вікових буків                 | 0.2       | Збаразький район, с. Зарубинці, Збаразьке лісництво, кв. 29 вид. 20, лісове урочище «Залужжя»                                                                                     | ДП «Тернопільське лісове господарство»                                                                                  | Рішення ТОР від 18.03.1994 р.                                                                                                  |                  |
| 167 | Кретівецькі липи                       | 0.1       | Збаразький район, у межах старого кладовища (7 лип) та пасовища (1 липа), с. Кретівці                                                                                             | Кретівська сільська рада                                                                                                | Рішення ТОР від 18.06.2009 р. № 620                                                                                            |                  |
| 170 | Черниховецькі липи                     | 0.045     | Збаразький район, у межах кладовища та церкви пресвятої Трійці на кінці вул. Княжа                                                                                                | Черниховецька сільська рада                                                                                             | Рішення ТОР від 14.07.2011 р. № 1217                                                                                           |                  |
| 209 | Горіх чорний                           | 0.03      | Збаразький район, м. Збараж, старий парк | Збаразький державний історико-архітектурнийо заповідник «Замки Тернопілля»                                              | Рішення ВК ТОР від 28.12.1970 р. № 829                                                                                         |                  |
| 247 | Чумацька ділянка                       | 7.4       | Збаразький район, с. Романове село, 1,5 кілометра на північний схід від села, урочище «Сапариха»                                                                                  | Романовоселівська сільська рада                                                                                         | Рішення ВК ТОР 30.08.1990 р. № 189, зі змінами, затвердженими рішенням ТОР від 27.04.2001 р. № 238                             |                  |
| 248 | Оприлівські папороті                   | 1.0       | Збаразький район, околиця с. Оприлівці, схил західної експозиції, дорога в межах Товтрової гряди                                                                                  | Новиківська сільська рада                                                                                               | Рішення ТОР від 18.03.1994 р.                                                                                                  |                  |
| 258 | Збаразька ділянка первоцвіту весняного | 1.5       | Збаразький район, с. Базаринці, в придорожній смузі колії Тернопіль-Ланівці | Львівська дистанція захисних лісонасаджень                                                                              | Рішення ТОР від 25.04.1996 р. № 90                                                                                             |                  |
| 261 | Котюжинська ділянка                    | 15.9      | Збаразький район, с. Котюжини, південна околиця села, фрагмент заплави р. Горині                                                                                                  | Великовікнянська сільська рада                                                                                          | Рішення ВК ТОР від 26.12.1983 р. № 496, зі змінами, затвердженими рішеннями ТОР від 27.04.2001 р. № 238, від 14.07.2011 № 1217 |                  |
| 262 | Олишковецька ділянка                   | 7.8       | Збаразький район, с. Олишківці, водно-болотний масив у межах заплави р. Гнізни між селами Олишківцями та Витківцями                                                               | Зарудянська сільська рада                                                                                               | Рішення ТОР від 18.03.1994 р., зі змінами, затвердженими рішенням ТОР від 27.04.2001 р. № 238                                  |                  |
| 271 | Дуб Гетьмана                           | 0.04      | Збаразький район, Лісове урочище «Іванчин ІІ», кв. 9, вид. 8 | Іванчанська сільська рада                                                                                               | Рішення ТОР від 06.03.2012 № 1323                                                                                              |                  |
| 277 | Липа Б. Хмельницького                  | 0.01      | Збаразький р-н, с. Нижчі Луб'янки, біля автошляху Збараж-Ланівці, при в'їзді в село                                                                                               | Нижчелуб'янська сільська рада                                                                                           | Рішення ТОР від 23.10.2012 № 1448                                                                                              |                  |
| 9   | Велике болото                          | 44.2      | Збаразький район с. Охримівці, Тернопільський район с. Жовтневе водно-болотний масив між с. Жовтневе та с. Охримівці, заплава р. Гнізна                                           | Чернелево-Руська сільська рада Тернопільського району — 14,2 га, Охримівська сільська рада Збаразького району — 30,0 га | Рішення ТОР від 20.08.2010 № 1043                                                                                              |                  |